# Brygida Sakowska-Kamińska
Brygida Katarzyna Sakowska-Kamińska (ur. 1 lutego 1973 w Bartoszycach) – polska zawodniczka akrobatyki sportowej, trener.

## Kariera sportowa
W latach 1983-2000 była zawodniczką sekcji akrobatycznej Stali Rzeszów. Na początku grudnia 1989 w parze z Beatą Płonką zdobyła złoty medal I Mistrzostw Świata Juniorów w Akrobatyce Sportowej, rozgrywanych w katowickim Spodku w wieloboju oraz brązowy w układzie I i II.
Na mistrzostwach świata seniorów wywalczyła 9 medali w dwójce kobiecej:
- 1992: brązowy w wieloboju - z Agnieszką Bondarczuk
- 1994: brązowe w wieloboju i układzie I - z Eweliną Fijołek
- 1995: złoty w wieloboju i układzie II oraz srebrny w układzie I - z Eweliną Fijołek
- 1997: brązowy w układzie I - z Iwoną Gargałą
- 1999: srebrne w wieloboju i układzie II - z Katarzyną Wojturską

Na mistrzostwach Europy seniorów wywalczyła medali w dwójce kobiecej:
- 1990: brązowe w wieloboju i układzie II - z Beatą Płonką
- 1991: brązowe w wieloboju, układzie II i układzie II - z Beatą Płonką
- 1992: brązowe w wieloboju i układzie II - z Agnieszką Bondarczuk
- 1994: srebrny w wieloboju - z Eweliną Fijołek
- 1995: złoty w wieloboju i układzie II oraz srebrny w układzie I - z Eweliną Fijołek
- 1997: srebrny w układzie I - z Iwoną Gargałą
- 1999: srebrne w układzie I - z Katarzyną Wojturską

Na mistrzostwach Polski seniorów wywalczyła 7 złotych medali w dwójce kobiecej:
- z Beatą Płonką w 1989, 1990 i 1991
- z Agnieszką Bondarczuk w 1992
- z Eweliną Fijołek w 1994 i 1995
- z Katarzyną Wojturską w 2000

Od 1994 do 2004 była trenerem w klubie Stali. W 2000 ukończyła studia na Wydziale Pedagogicznym Wyższej Szkoły Pedagogicznej w Rzeszowie. W 2005 została trenerem Klubu Akrobatyki Sportowej AZS Uniwersytetu Rzeszowskiego.
Zaangażowała się także w działalność Podkarpackiego Okręgowego Związku Akrobatyki Sportowej. Została pracownikiem naukowym Zespole Przedmiotowo-Dydaktycznym Gimnastyki w Katedrze Sportu na Wydziale Wychowania Fizycznego Uniwersytetu Rzeszowskiego.
Wspólnie z Beatą Płonką została zwyciężczynią XXX plebiscytu na najpopularniejszego sportowca Polski południowo-wschodniej, organizowanego przez dziennik „Nowiny”, za rok 1989. W tym samym plebiscycie wygrywała jeszcze w 1994 i 1995 (z  Eweliną Fijołek), 1997 (z Iwoną Gargułą) i 1999 (z Katarzyną Wojturską).
Postanowieniem prezydenta RP Aleksandra Kwaśniewskiego z 9 grudnia 2004 została odznaczona Srebrnym Krzyżem Zasługi za zasługi w działalności na rzecz rozwoju sportu.